# جام پادشاهی عربستان ۲۴–۲۰۲۳
جام پادشاهی عربستان ۲۴–۲۰۲۳ چهل و نهمین دوره جام پادشاهی عربستان است که توسط فدراسیون فوتبال عربستان سعودی برگزار می شود. تیم الهلال در این دوره مدافع عنوان قهرمانی می باشد.

## یک‌شانزدهم نهایی
قرعه‌کشی مرحله یک‌شانزدهم نهایی در تاریخ ۱۹ ژوئیه ۲۰۲۳ برگزار شد. زمان برگزاری مسابقات این مرحله در روز ۱۳ اوت ۲۰۲۳ مشخص شد. بازیهای این مرحله در روزهای ۲۴ تا ۲۷ سپتامبر برگزار شد.
- التعاون ۲-۰ القادسیه
- الاتفاق ۴-۰ جده
- الحزم ۳-۱ العربی
- الشباب ۲-۱ الباطن
- الجبلین ۰-۱ الهلال
- النجمه ۲-۱ الرائد
- ضمک ۲-۱ القیصومه
- احد ۱-۵ النصر
- العین ۲-۳ الاهلی
- الریاض ۱-۲ الفیحا
- الفیصلی ۲-۰ الطائی
- الخلود ۱ (۶-۷) ۱ الاتحاد
- العروبه ۰-۲ الوحده
- الفتح ۳-۱ الاخدود
- ابها ۱-۰ هجر
- الخلیج ۲-۰ العداله

## یک‌هشتم نهایی
قرعه‌کشی مرحله یک‌هشتم نهایی پس از پایان مرحله یک‌شانزدهم نهایی در تاریخ ۲۷ سپتامبر برگزار شد. بازیهای این مرحله در روزهای ۳۰ و ۳۱ اکتبر برگزار شد.
- النجمه ۰-۳ الفیصلی
- الخلیج ۱(۶-۵)۱ ضمک
- الفیحا ۰-۳ الاتحاد
- الاهلی ۱-۲ ابها
- النصر ۱-۰ الاتفاق
- الهلال ۳-۰ الحزم
- الشباب ۲-۱ الفتح
- الوحده ۰-۲ التعاون

## یک‌چهارم نهایی
قرعه‌کشی مرحله یک‌چهارم نهایی پس از پایان مرحله یک‌هشتم نهایی در تاریخ ۲ نوامبر برگزار شد. بازیهای این مرحله در روزهای ۱۱ دسامبر ۲۰۲۳ و ۴ فوریه ۲۰۲۴ برگزار می‌شود.
- الفیصلی ۰_۴ الاتحاد
- ابها  ۱_۲ الخلیج
- الشباب ۲_۵ النصر
- الهلال ۳_۰ التعاون